# استفتاء منع الكحول النرويجي 1919
أجري استفتاء على منع إدخال الكحول في النرويج يومي 5 و6 أكتوبر 1919. وكان الحظر الجزئي سارياً منذ عام 1917، ولم يتضمن الاقتراح حظر جميع أنواع الكحول إنما المشروبات الروحية فقط. تمت الموافقة على الاقتراح بنسبة 61.6% من الناخبين. عقد استفتاء ثان حول ما إذا كان ينبغي الإبقاء على الحظر في عام 1926، أسفر عن إلغاء القانون.

## النتائج
| الخيار                  | الأصوات   | %    |
| ----------------------- | --------- | ---- |
| مع                      | 489،017   | 61.6 |
| ضد                      | 304،673   | 38.4 |
| الأصوات الباطلة/الفارغة | 3،784     | –    |
| المجموع                 | 797،474   | 100  |
| الأصوات المسجلة/الاقبال | 1،198،522 | 66.5 |
| مصدر: Nohlen & Stöver   |           |      |

### حسب المقاطعة

خريطة نتائج الاستفتاء.

| المقاطعة       | أصوات مع (%) |
| -------------- | ------------ |
| أوستفولد       | 65.4         |
| آكرشوس         | 33.7         |
| أوسلو          | 21.0         |
| هدمارك         | 49.2         |
| أوبلاند        | 59.4         |
| بوسكرود        | 42.4         |
| فستفولد        | 49.9         |
| تلمارك         | 72.6         |
| أوست أغدر      | 76.3         |
| فست أغدر       | 77.6         |
| روغالاند       | 82.1         |
| هوردالاند      | 80.8         |
| برغن           | 45.3         |
| سوغن وفيوردانه | 79.2         |
| موره ورومسدال  | 88.0         |
| سور تروندلاغ   | 70.0         |
| نورد تروندلاغ  | 77.8         |
| نوردلاند       | 73.2         |
| ترومس          | 74.1         |
| فينمارك        | 66.9         |

## روابط خارجية
- وكالة الإحصاءات النرويجية